# Macrocera elegantula
Macrocera elegantula är en tvåvingeart som beskrevs av Coher 1988. Macrocera elegantula ingår i släktet Macrocera och familjen platthornsmyggor. Inga underarter finns listade i Catalogue of Life.